# Aurel von Szily
Aurel von Szily (geboren 1. Juni 1880 in Budapest, Österreich-Ungarn; gestorben 13. September 1945 ebenda) war ein ungarisch-deutscher Augenarzt.

## Leben
Aurel Szilys Vater Adolf Szily war Augenarzt und Leiter des jüdischen Hospitals in Budapest, er wurde 1902 geadelt. Sein Bruder Pál Szily war ebenfalls Arzt und außerdem Chemiker mit Verdiensten in der Anfangsphase der Einführung der pH-Skala. Aurel von Szily ging in Budapest zur Schule und studierte ab 1898 Medizin an der Universität Budapest und in Freiburg (Breisgau). Nach der Promotion 1905 zwanzig Jahre (bis 1924) an der Freiburger Universitätsklinik beschäftigt und wurde dort 1913 zum außerordentlichen Professor ernannt. Unterbrochen wurde das durch Forschungsaufenthalte 1907/08 am Robert-Koch-Institut in Berlin und 1908/09 am Institut für experimentelle Krebsforschung in Heidelberg bei Vinzenz Czerny. 1910 habilitierte er sich. Im Ersten Weltkrieg war er in Kriegslazaretten eingesetzt und veröffentlichte 1918 den Atlas der Kriegsaugenheilkunde. Er erhielt das Badische Kriegsverdienstkreuz und das Eiserne Kreuz II. Klasse. 1924 wechselte er als ordentlicher Professor nach Münster an die neugegründete Augenklinik, der er einen internationalen Ruf verschaffte. 1932/33 war er Dekan. Von Szily wurde 1927 Mitherausgeber und 1930 als Nachfolger Wilhelm Uhthoffs Schriftleiter der Klinischen Monatsblätter für Augenheilkunde.
Nach der Machtübergabe an die Nationalsozialisten 1933 appellierte er in nationalkonservativer Verkennung des Nationalsozialismus noch im April 1933 an die Ärztekollegen im Ausland, „der von dunklen Elementen ins Werk gesetzten lächerlichen Lügenpropaganda gegen das deutsche Volk“ entgegenzutreten. Er wurde Ende 1935 zwangsweise in den Ruhestand versetzt, im August 1937 rückwirkend emeritiert. Auch die Schriftleitung der Monatsblätter für Augenheilkunde verlor er. Im September 1939 musste er mit seiner Familie nach Ungarn auswandern, wo er eine Privatpraxis hatte.
Der in Ungarn herrschende Antisemitismus verhinderte die Berufung an die Budapester Universität oder an eine Klinik. Im Deutschen Reich wurde ihm im November 1941 die deutsche Staatsbürgerschaft entzogen, er verlor die Beamtenpension und sein Vermögen in Deutschland wurde beschlagnahmt. Er entkam der 1944 vom Eichmann-Kommando, ungarischen Faschisten und willfährigen Ungarn organisierten Judenverfolgung in Budapest. Nach Ende des Zweiten Weltkrieges wurde er am 1. September 1945 zum Professor an der Universität Budapest berufen. Der Ruf zurück nach Münster erreichte ihn nicht mehr, er starb am 13. September 1945. Er ist auf dem Kerepesi temető begraben.
Er forschte zur Embryologie und Entwicklungsgeschichte (unter anderem Nachweis der embryologischen Abstammung der Irismuskeln vom Ektoderm), Anatomie und Immunologie des Auges. Er erkannte als Erster die Rolle allergischer Reaktionen am Auge. Mit seinem Assistenten Helmut Machemer entwickelte er eine Elektrolyse-Methode zur Therapie bei Netzhautablösung. Sein Atlas der Kriegsaugenheilkunde war ein Standardwerk. 1944 stellte er noch das umfangreiche Werk Vergleichende Morphogenese und Morphographie der Papilla nervi optici fertig, das aber in den Kriegswirren nicht gedruckt werden konnte und dessen Veröffentlichung trotz Bemühung seiner Ehefrau auch später nicht zustande kam.
1925 erhielt er den Graefe-Preis der Deutschen Ophthalmologische Gesellschaft (DOG). Er war ab 1927 im International Council of Ophthalmology und er war im Vorstand der International Association for the Prevention of Blindness. Die Sektion Uveitis der DOG verleiht im Gedenken an ihm alljährlich die Aurel-von-Szily-Medaille
Ein Stolperstein erinnert in Münster an seine Vertreibung.
Er war mit Margarete Eissler (um 1885 – 3. Oktober 1929) verheiratet, sie hatten den Sohn Clemens (1912) und die Tochter Gabriele (1915). Margarete von Szily starb 1929 und wurde an ihrem Geburtsort Wien bestattet. In zweiter Ehe war von Szily seit 1932 mit Walburga Freiin von Spiegel (1888– ) verheiratet. Sie wurde 1949 aus Ungarn ausgewiesen.

## Schriften (Auswahl)
- Histiogenetische Untersuchungen, J. F. Bergmann, Wiesbaden 1907.
- Über das Entstehen eines fibrillären Stützgewebes im Embryo und dessen Verhältnis zur Glaskörperfrage, J. F. Bergmann, Wiesbaden 1908.
- Die Anaphylaxie in der Augenheilkunde, Enke, Stuttgart 1914.
- Atlas der Kriegsaugenheilkunde. Sammlung der kriegsophthalmologischen Beobachtungen und Erfahrungen aus der Universitäts-Augenklinik in Freiburg i. Br. Enke, Stuttgart 1918.
- Erkrankungen der Tränenwege, der Linder, der Binde-, Leder- und Hornhaut, Thieme, Leipzig 1924.
- Schilddrüse und Auge, Grill, Budapest 1937.